# Pi’s Lullaby
Pi’s Lullaby ist ein Lied aus dem Film Life of Pi: Schiffbruch mit Tiger von Regisseur Ang Lee. Das Lied wurde von Mychael Danna komponiert und von Bombay Jayashri geschrieben und eingesungen. Es dient als Eröffnungslied des Films und ist, wie der Titel schon andeutet, dem Genre Wiegenlied zuzuordnen. Der Film wurde für die Oscarverleihung 2013 als Bester Song nominiert, verlor aber gegen Skyfall aus dem gleichnamigen James-Bond-Film. Es war die erste Oscar-Nominierung für ein tamilisches Lied und die einzige für eine Inderin 2013. 

## Entstehungsgeschichte
Ein Großteil der Filmmusik wurde auf dem Gelände der 21st Century Fox eingespielt, aber Komponist Mychael Danna reiste auch nach Indien, um Originalmaterial für den Soundtrack zu sammeln. Das Lied, das als Titelsong fungieren sollte, wurde von ihm 2011 in Indien komponiert. Dabei arbeitete er eng mit Sängerin Bombay Jashari zusammen, die den Text verfasste. Ang Lee hatte genaue Vorstellungen, wie das Lied zu wirken habe. Das Lied solle weniger schläfrig machen, sondern vielmehr ein behagliches Gefühl der Sicherheit vermitteln. Bei Pi’s Lullaby handelte es sich tatsächlich um die ersten Aufnahmen für den Soundtrack. Der komplette Score umfasste etwa ein Jahr Arbeit. Für den gesamten Soundtrack erhielt Danna 2013 einen Golden Globe Award.
Das Lied wurde sowohl als Eröffnungsmelodie, als auch beim Abspann verwendet.

## Kontroverse
Nach Bekanntgabe der Nominierung wurden Stimmen laut, dass es sich bei dem Stück um ein Plagiat handeln könnte. Eine Stiftung, die nach dem 1856 verstorbenen karnatischen Musikers Irayimman Thampi benannt wurde, behauptete, dass es sich bei den ersten acht Zeilen um eine wortgetreue Adaption des ursprünglich malabarischen Stückes Omanathinkal Kidavo handele. Jayashri wies diese Vorwürfe weit von sich und sagte, sie habe lediglich aufgeschrieben, was ihr in den Sinn kam.